# کولت (خواننده)
ماریا نیکولت ورگارا (انگلیسی: Maria Nicolette Vergara؛ زادهٔ ۱۴ سپتامبر ۲۰۰۱) که به‌طور حرفه‌ای با نام کولت (Colet) شناخته می‌شود، خواننده و رقصنده اهل فیلیپین است. او یکی از اعضای گروه دخترانه بینی است.